# Lino Saputo
Emmanuel Lino Saputo, OQ (* 10. Juni 1937 in Montelepre, Italien) ist ein italienisch-kanadischer Unternehmer. Er ist der Gründer des kanadischen Käseherstellers Saputo Inc. Laut des Magazins Forbes gehört Saputo zu den reichsten Personen Kanadas. Sein geschätztes Nettovermögen beträgt 4,2 Milliarden US-Dollar (Stand: November 2023).

## Leben
Saputo wurde 1937 in Montelepre, Sizilien, Italien, als Sohn von Giuseppe Saputo, einem Käser und seiner Frau Maria geboren. Anfang der 1950er Jahre schloss er die Sekundarschule ab. Giuseppe Saputo und Frank, sein ältester Sohn, wanderten 1950 nach Montreal (Québec) aus. Zwei Jahre später schlossen sich Lino, seine Mutter, sein Bruder Luigi sowie seine Schwestern Rosalia, Elina, Maria und Antonina dem Rest der Familie in Kanada an.

## Karriere
Saputo wurde 1969 Vorstandsvorsitzender und Präsident von Saputo Inc. Im Jahr 1997, als das Unternehmen an die Börse ging, wurde er zum Vorstandsvorsitzenden und Chief Executive Officer (CEO) ernannt. Im März 2004 wurde sein Sohn Lino Saputo Jr. zum Präsidenten und CEO ernannt, während Saputo selbst weiterhin als Vorsitzender des Unternehmens fingierte. Im August 2017 übernahm Lino Saputo Jr. die Rolle des Vorsitzenden. Saputo Senior ist weiterhin der Mehrheitsaktionär des Unternehmens.
Im März 2008 reichte Saputo Inc. drei Verleumdungsklagen gegen die Eigentümer von drei kanadischen Zeitungen ein, nachdem im Dezember 2007 Artikel veröffentlicht wurden, in denen Lino Saputo mit organisiertem Verbrechen in Verbindung gebracht wurde. Saputo verklagte CTVGlobemedia, den Herausgeber der Globe and Mail; Quebecor Inc., Eigentümer der Sun Media Group of Papers; und Gesca Ltd, Eigentümer der Zeitung La Presse in Montreal. Der CEO des Unternehmens, Lino Saputo Jr., behauptete die Artikel enthielten falsche Anschuldigungen gegen Lino Saputo und Saputo Inc. Die italienische Wochenzeitschrift L’Espresso, wurde ebenfalls verklagt. Zwischen 1964 und 1979 wurden Verbindungen zwischen Lino Saputo und dem amerikanischen Mafioso Joe Bonanno nachgewiesen.
Darüber hinaus hält Saputo eine signifikante Beteiligung an dem Fuhrunternehmen TransForce. Er hat umfangreiche Investitionen in Immobilien, Forstprodukte, Hotels und Golfplätze getätigt. Saputo wurde 2017 in den Paradise Papers genannt, weil er Anteile einer Offshore-Firma, einem Luftfahrtunternehmen, auf den Bermudas hielt, die er 2010 verkauft hatte. Dies sei „aus geschäftlichen Gründen und nicht aus steuerlichen Erwägungen“ erfolgt, so ein Sprecher Saputos.

## Als Philanthrop
Im Juli 2006 spendete Saputo 7,5 Millionen CAD für den Bau des Montreal Impact’s Saputo Stadium im Olympiapark.
Im Jahr 2011 wurde er zum Officer of the National Order of Quebec ernannt. Im Mai 2012 wurde er zum Mitglied des kanadischen Ordens (Order of Canada, CM) ernannt, wie am 29. Juni 2012 im Regierungshaus und am 1. September 2012 in der Canada Gazette bekannt gegeben wurde.

## Privatleben
Lino Saputo ist mit Mirella Saputo verheiratet. Sie haben drei gemeinsame Kinder und leben in Montreal. Sein Sohn Saputo Jr. wurde 2019 von der Financial Post zu „Canadas Outstanding CEO of the Year“ ernannt.